# ナイトメア オブ サンタクロース
『ナイトメア オブ サンタクロース』（原題：Sint、英題：Saint）は、2010年のオランダのダーク・ファンタジーホラー映画。サンタクロースの起源として知られ、東ローマ帝国の司教である聖ニコラスを祭る降誕祭をモチーフとした作品である。日本ではビデオスルーとして、2011年12月2日にDVDが発売された。

## ストーリー
聖ニコラス降誕祭の活気に湧くアムステルダムの街で、誘拐殺人事件が相次いで多発し、降誕祭はかくして血塗られた儀式と化していく。警察は事件を捜査するうち、32年に一度、聖ニコラスが大人たちの目玉と心臓を毟り取り、子どもたちをさらっていったという古代伝説に突き当たるが…。

## キャスト
- 聖ニコラス：フープ・スターペル
- フランク：エグバート・ヤン・ウィーバー
- ソフィー：エシャ・タニハトゥ
- ゲルト：ベルト・ルップス
- リサ：カーロ・レンセン